# Pierre Frédéric d'Aragon
Pierre Frédéric d'Aragon (mort entre 1350 et 1355) est comte de Malte, comte de Salona, seigneur de Lidoriki et Lamía et sans doute seigneur d'Égine.
Il est le fils d'Alphonse Frédéric d'Aragon et de Marulla de Verona. Le 29 décembre 1335, il est excommunié avec son père et ses frères par l'archevêque de Patras. Quand son père meurt en 1338, il lui succède dans la plupart de ses fiefs.
Après une pétition de notables maltais ainsi que l'accusation de piraterie, il est dépossédé du comté de Malte et Gozo le 7 octobre 1350, date à laquelle l'archipel est réintégré dans le domaine du royaume de Sicile.
Il meurt vers 1355, le reste de ses possessions passant à ses frères.

## Sources
- (en) Charles Dalli, Malta, The Medieval Millennium, Malte, Midsea Books ltd, coll. « Malta's Living Heritage », 2006 (ISBN 99932-7-103-9)